# Estación 102 Sul
La Estación 102 Sul es una de las estaciones del Metro de Brasilia, situada en Brasilia, entre la Estación Galería y la Estación 108 Sul. La estación está localizada en una región esencialmente residencial.
Fue inaugurada en 2009 y atiende a habitantes y trabajadores de las primeras manzanas del Asa Sul.

## Cercanías
- Centro Empresarial São Francisco
- SQS 202 (Super Manzana Sul 202)